# SCOR (модель)
Supply-chain operations reference (SCOR) — це еталонна модель процесу, розроблена та схвалена Радою з ланцюга постачання як міжгалузевий стандартний інструмент діагностики для управління ланцюгом поставок. Модель SCOR описує бізнес-діяльність, пов'язану із задоволенням попиту клієнта, яка включає план, джерело, виготовлення, доставку, повернення та включення. Використання моделі включає аналіз поточного стану процесів і цілей компанії, кількісну оцінку операційної ефективності та порівняння ефективності компанії з еталонними даними. SCOR розробила набір показників ефективності ланцюга поставок, а члени Ради ланцюга постачання сформували галузеві групи для збору інформації про найкращі методи, які компанії можуть використовувати для покращення своїх моделей ланцюга поставок.
Ця еталонна модель дає змогу користувачам вирішувати, удосконалювати й передавати методи управління ланцюжком поставок усередині та між усіма зацікавленими сторонами розширеного підприємства.

## Історія
SCOR модель була розроблена у 1996 році консалтинговою компанією PRTM, яка зараз входить до PricewaterhouseCoopers LLP (PwC) і AMR Research, тепер частина Gartner, і схвалена Радою ланцюга постачання, тепер частина APICS, як міжгалузевий стандарт де-факто стратегії, управління продуктивністю та діагностичний інструмент для управління ланцюгом поставок.

### Стовпи
Модель базується на чотирьох основних «китах»:
- Моделювання та реінжиніринг процесів
- Вимірювання продуктивності
- Передовий досвід
- Навички

#### Моделювання процесу
Описуючи ланцюги поставок за допомогою будівельних блоків моделювання процесів, модель можна використовувати для опису дуже простих або дуже складних ланцюгів поставок, використовуючи загальний набір визначень. Як наслідок, різні галузі можуть бути пов'язані, щоб описати глибину та широту практично будь-якого ланцюга поставок.
SCOR базується на шести різних процесах управління: планування, джерело, виготовлення, доставка, повернення та ввімкнення.
- План — процеси, які врівноважують сукупний попит і пропозицію, щоб розробити курс дій, який найкраще відповідає вимогам щодо джерел, виробництва та доставки.
- Джерело — процеси, які закуповують товари та послуги для задоволення запланованого чи фактичного попиту.
- Виготовлення — процеси, які перетворюють продукт у готовий стан для задоволення запланованого чи фактичного попиту.
- Поставка — процеси, які забезпечують готову продукцію та послуги для задоволення запланованого чи фактичного попиту, як правило, включаючи управління замовленнями, транспортування та управління розподілом.
- Повернення — процеси, пов'язані з поверненням або отриманням повернених товарів з будь-якої причини. Ці процеси поширюються на підтримку клієнтів після доставки.
- Ввімкнення — процеси, пов'язані з керуванням ланцюгом поставок. Ці процеси включають управління: бізнес-правилами, продуктивністю, даними, ресурсами, засобами, контрактами, управлінням мережею ланцюга поставок, управління дотриманням нормативних вимог та управлінням ризиками. Процес реалізовано у версії 11 (грудень 2012 р.).

З усіма еталонними моделями існує певна область, до якої звертається модель. SCOR нічим не відрізняється, і модель зосереджена на наступному:
- Усі взаємодії з клієнтами, від введення замовлення до оплаченого рахунку.
- Усі операції з продуктом (фізичними матеріалами та послугами) від постачальника вашого постачальника до клієнта вашого клієнта, включаючи обладнання, матеріали, запасні частини, масовий продукт, програмне забезпечення тощо.
- Усі ринкові взаємодії, від розуміння сукупного попиту до виконання кожного замовлення.

SCOR не намагається описати кожен бізнес-процес або діяльність. Зв'язки між цими процесами можна встановити в SCOR, і деякі з них були відзначені в рамках моделі. Інші ключові припущення, які розглядаються SCOR, включають: навчання, якість, інформаційні технології та адміністрування (не управління ланцюгом поставок). Ці області явно не розглядаються в моделі, а вважаються основним допоміжним процесом у всій моделі.
SCOR забезпечує три рівні деталізації процесу. Кожен рівень деталізації допомагає компанії визначити обсяг (рівень 1), конфігурацію або тип ланцюга поставок (рівень 2), деталі елемента процесу, включаючи атрибути продуктивності (рівень 3). Нижче рівня 3 компанії розкладають елементи процесу та починають впроваджувати конкретні методи управління ланцюгом поставок. Саме на цьому етапі компанії визначають методи досягнення конкурентних переваг та адаптуються до мінливих умов бізнесу.
SCOR — це еталонна модель процесу, розроблена для ефективної комунікації між партнерами ланцюга поставок. Будучи галузевим стандартом, він також полегшує взаємодію та взаємодію всередині ланцюга поставок, горизонтальну інтеграцію процесів, пояснюючи взаємозв'язки між процесами (наприклад, план-джерело, план-створення тощо). Його також можна використовувати як вхідні дані для завершення аналізу альтернатив конфігурації (наприклад, рівень 2), таких як: «Виготовити про запас» або «Виготовити на замовлення». SCOR використовується для опису, вимірювання та оцінки ланцюгів поставок для підтримки стратегічного планування та постійного вдосконалення.
SCOR забезпечує три рівні деталізації процесу. Кожен рівень деталізації допомагає компанії визначити обсяг (рівень 1), конфігурацію або тип ланцюга поставок (рівень 2), деталі елемента процесу, включаючи атрибути продуктивності (рівень 3). Нижче рівня 3 компанії розкладають елементи процесу та починають впроваджувати конкретні методи управління ланцюгом поставок. Саме на цьому етапі компанії визначають методи досягнення конкурентних переваг та адаптуються до мінливих умов бізнесу.
SCOR — це еталонна модель процесу, розроблена для ефективної комунікації між партнерами ланцюга поставок. Будучи галузевим стандартом, він також полегшує взаємодію та взаємодію всередині ланцюга поставок, горизонтальну інтеграцію процесів, пояснюючи взаємозв'язки між процесами (наприклад, план-джерело, план-створення тощо). Його також можна використовувати як вхідні дані для завершення аналізу альтернатив конфігурації (наприклад, рівень 2), таких як: «Зробити на склад» або «Виготовити на замовлення». SCOR використовується для опису, вимірювання та оцінки ланцюгів поставок для підтримки стратегічного планування та постійного вдосконалення.
Рівень 1 відноситься до процесу Make. Це означає, що фокус аналізу буде зосереджено на тих процесах, які стосуються діяльності з доданою вартістю, які модель класифікує як процеси Make
Рівень 2 включає 3 підпроцеси, які є «дітьми» Make «батька». Ці діти мають спеціальну позначку — букву (М) і цифру (1, 2 або 3). Це синтаксис моделі SCOR. Буква позначає початок процесу. Цифри визначають «сценарій» або «конфігурацію».
M1 дорівнює сценарію «Зробити збірку в запас». Продукти чи послуги виробляються проти прогнозу. M2 дорівнює конфігурації «Зробити збірку на замовлення». Продукти або послуги виробляються за реальним замовленням клієнта точно вчасно. M3 означає конфігурацію «Розробка на замовлення». У цьому випадку потрібен план кінцевого продукту, перш ніж можна буде виконувати будь-які дії з виготовлення.
Процеси рівня 3, які також називають бізнес-діяльністю в конфігурації, представляють докладні процеси з найкращої практики, які належать кожному з «батьків» рівня 2.

#### Вимірювання продуктивності
Модель SCOR містить понад 150 ключових показників, які вимірюють ефективність операцій ланцюга поставок. Ці показники ефективності випливають із досвіду та внеску членів Ради. Як і в системі моделювання процесів, метрики SCOR організовані в ієрархічній структурі.
- Показники рівня 1 знаходяться на найбільш узагальненому рівні і зазвичай використовуються керівниками, які приймають рішення, для вимірювання ефективності загального ланцюга поставок компанії.
- Показники рівня 2 — це основні показники високого рівня, які можуть перетинати кілька процесів SCOR.
- Показники рівня 3 не обов'язково мають відношення до процесу SCOR рівня 1 (ПЛАНУВАННЯ, ДЖЕРЕЛО, ВИРОБИТИ, ДОСТАВИТИ, ПОВЕРНУТИ, УВІМКНУТИ).

Показники використовуються разом з атрибутами продуктивності. Атрибути ефективності — це характеристики ланцюга поставок, які дозволяють аналізувати та оцінювати його порівняно з іншими ланцюгами поставок із конкуруючими стратегіями. Так само, як ви б описали фізичний об'єкт, як шматок пиломатеріалу, використовуючи стандартні характеристики (наприклад, висота, ширина, глибина), ланцюг поставок вимагає опису стандартних характеристик. Без цих характеристик надзвичайно важко порівняти організацію, яка обирає бути недорогим постачальником, з організацією, яка обирає конкурувати за надійність та продуктивність.
Одним із ключових аспектів, які необхідно враховувати, є те, що вимірювання ефективності та, таким чином, порівняльний аналіз здійснюється на рівні ланцюга поставок, а не на рівні організації. Ланцюги постачання ототожнюються з організацією на основі клієнтів і продуктів. Організація, яка пропонує кілька продуктів, матиме кілька ланцюжків поставок. Насправді ланцюжок поставок для доставки матеріалу, а потім повернення матеріалу від клієнта також буде відрізнятися.
Потім визначається ланцюжок поставок, який необхідно покращити, це може бути засновано на кількох параметрах, найбільш прибуткових, збиткових. Після визначення ланцюга поставок проводиться лише вимірювання продуктивності та порівняльний аналіз. Будь ласка, зверніть увагу, що SCOR може не мати даних порівняльного аналізу для всіх видів ланцюга поставок, тому потрібно уточнити у них, тобто SCOR наразі не має даних про «ланцюжок поставок громадського харчування» в галузі авіакомпаній. Справа в тому, що SCOR призначений для вдосконалення ланцюгів поставок в організації, а передумова полягає в тому, що вдосконалення окремого ланцюга постачань має неспокійний вплив на всю організацію.
З атрибутами продуктивності пов'язані показники рівня 1. Ці показники рівня 1 є розрахунками, за допомогою яких організація-виконавець може виміряти, наскільки вона успішна в досягненні бажаного позиціонування в конкурентному ринковому просторі.
Метрики в моделі є ієрархічними, так само як ієрархічні елементи процесу. Показники рівня 1 створюються на основі обчислень нижнього рівня. (Показники рівня 1 — це основні показники високого рівня, які можуть перетинати декілька процесів SCOR. Показники рівня 1 не обов'язково стосуються процесу рівня 1 SCOR (ПЛАНУВАННЯ, ДЖЕРЕЛО, ЗРОБИТИ, ПОСТАВИТИ, ПОВЕРНУТИ, УВІМКНУТИ). Розрахунки нижчого рівня (рівень 2 метрики), як правило, пов'язані з більш вузькою підмножиною процесів. Наприклад, продуктивність доставки розраховується як загальна кількість продуктів, доставлених вчасно та повністю, на основі дати фіксації.

#### Передовий досвід
Після того, як ефективність операцій ланцюга поставок була виміряна та виявлені прогалини в продуктивності, стає важливим визначити, які дії слід виконати, щоб закрити ці прогалини. Доступно понад 430 виконуваних практик, отриманих з досвіду членів Ради ланцюга постачання.
Модель SCOR визначає найкращу практику як поточний, структурований, перевірений і повторюваний метод для позитивного впливу на бажані оперативні результати.
- Поточний — не повинен виникати (кровотечаючий край) і не повинен бути застарілим
- Структурована — чітко сформульована ціль, обсяг, процес і процедура
- Перевірено — успіх був продемонстрований у робочому середовищі.
- Повторюваність — практика була доведена в багатьох середовищах.
- Метод — Використовується в дуже широкому сенсі для позначення: бізнес-процесу, практики, організаційної стратегії, сприяючої технології, бізнес-відносин, бізнес-моделі, а також управління інформацією або знаннями.

## Приклад використання
SCOR покращує це, пропонуючи «стандартне» рішення. Першим кроком є відновлення описів процесів рівня 1 і рівня 2.
Прикладом є простий ланцюг поставок.
Сама по собі картина не може адекватно описати, яку виробничу стратегію вирішила прийняти компанія-виробник. Не простіше зрозуміти, як матеріал постачається від двох постачальників. Наприклад, чи подається матеріал проти прогнозу чи він витягується на основі реального споживання?
Навіть у своїй уявній простоті ця картина не є еталоном. Без більш детального опису картина не допоможе інтерпретувати, що насправді відбувається в цьому ланцюжку поставок. До зображень можна додати описовий текст, щоб пояснити весь процес. Для того, щоб приклад був простим і прямим, він зосереджується лише на центральних процесах: Source, Make та Deliver. Це відображає загальну практику членів, які зосереджуються насамперед на цих трьох сферах процесу. Лише на другому кроці вони застосовують план і повернення, щоб відобразити всі процеси ланцюга поставок.
Опис компанії-виробника: «Виробнича компанія, яка виробляє за 15-денним прогнозом». Ключове слово тут «прогноз». Який сценарій SCOR нагадує виробництво на основі прогнозу? Відповідь: M1 (Зробити збірку на склад).
Як компанія постачає матеріали з Далекого Сходу? На коробці написано «Постачає сировину оптом з Далекого Сходу за місячним прогнозом». «Прогноз» знову є ключовим словом. Як можна представити процес постачання на основі прогнозу? Процес «Джерело». Зображення з посібника SCOR показує, що процес S1 «Вихідний продукт» точно відповідає потребам цього прикладу.
З французьким постачальником компанія «Витягує компоненти з Франції, виходячи з обсягів виробництва». Ключове слово тут — «тягне», оскільки воно описує стратегію «точно вчасно», прийняту з цим постачальником. Який синтаксис використовується SCOR для представлення постачання в режимі витягування? Описи вихідних процесів у SCOR 8.0 пропонують опис, який добре відповідає потребам прикладу: S2 «Вихідний продукт на замовлення».
Нарешті, стратегія розподілу, обрана компанією-виробником, — «щотижня відправляти готову продукцію на склад розподілу в Центральній Європі». Опис показує, що щотижневі відправлення ближче до політики на основі прогнозів, а не до політики точного часу. Відправлення — це процес доставки, тому ми повинні дивитися під дерево «Доставити». Переглядаючи процеси рівня 2 у моделі, ми повинні шукати конфігурацію процесу, яка відповідає політиці на основі прогнозів. Ми знаходимо це в D1 «Доставити продукт із запасом».
Парадигма SCOR вимагає, щоб всякий раз, коли одиниця ланцюга була джерелом, має бути якась інша одиниця, яка доставляє. Аналогічно, будь-який процес доставки вимагає відповідного процесу пошуку на іншому кінці посилання. Таким чином, відображення процесів ланцюга поставок завершено, і його можна зобразити, як на наступній ілюстрації.
Тепер ми бачимо, що нам більше не потрібні описи в коробках. Просто читаючи синтаксис SCOR, ми відразу фіксуємо основні процеси, що відбуваються в цьому ланцюжку.
Синтаксис моделі дозволяє «говорити однією мовою». Насправді, якби ми використовували «ортодоксальне» уявлення відображення SCOR, ми б побудували «діаграму потоків», як на малюнку нижче. Це повністю відповідає початковій географічній картині, але містить набагато більше вбудованої інформації (ми можемо назвати її мета-моделью) у більш структурованому та елегантному вигляді. Самі стрілки показують напрямок потоку матеріалу.

## Моделювання ланцюга поставок
Реалізація SCOR допомагає використовувати модель ланцюга поставок. Компанії зазвичай інтегрують SCOR у свої існуючі практики, що допомагає їм досягати бізнес-цілей та оптимізувати свою діяльність.
Проект, який включає модель SCOR, зазвичай складається з таких кроків:
- Розуміння сфери застосування — конфігурації, продуктивності, можливості
- Дослідження причин — виявлення проблеми, класифікація викликів
- Визначення рішень — дослідження та розробка альтернативних рішень
- Проектування рішень — документація (процеси, організаційний дизайн, робочі інструкції тощо)
- Запуск проекту — визначення проекту, критичного шляху, портфоліо проекту.

## Люди
Розділ «Люди» містить стандарт, який використовується для опису навичок, необхідних для виконання певного завдання та управління цими процесами. Загалом, ці навички є специфічними для ланцюга поставок, де деякі можна знайти як застосовні також за межами процесу ланцюга поставок.
Навички визначаються тренуваннями, досвідом, здібностями та рівнем компетенції. Останній далі поділяється на п'ять (5) загальноприйнятих рівнів компетентності: новачок, новачок, компетентний, досвідчений та експерт.
- Новачок: некваліфікований новачок без попереднього досвіду, вимагає детальної документації.
- Початківець: вміє виконувати завдання, обмежене сприйняття ситуації.
- Компетентний: розуміння завдань, вміння визначити пріоритети для успішного виконання завдання.
- Досвідчений: Здатний контролювати основні аспекти завдання, розвинене сприйняття ситуації.
- Експерт: вміє застосовувати зразки досвіду в нових ситуаціях.

Рівні компетенції найчастіше використовуються як рівні зрілості практики або процесу. Крім того, специфікація посади або особи оцінюється як різниця між реальним (люди) і запланованим (специфікація роботи) рівнем компетентності.